# Operació Vesuvi
L'alliberament de Còrsega (nom en clau Operació Vesuvi) durant la Segona Guerra Mundial va ser una operació militar duta a terme entre el 8 de setembre i el 4 d'octubre de 1943 per l'exèrcit de França, per iniciativa del general Henri Giraud, llavors copresident del Comitè Francès d'Alliberament Nacional, malgrat el consell desfavorable del general Charles de Gaulle, també copresident del CFAN, que va considerar l'operació arriscada i volia esperar un acord i una ajuda substancial dels Aliats.
L'operació la va fer part de l'Exèrcit Francès d'Alliberament, amb l'ajuda dels maquis de Còrsega i la complicitat de les Forces Armades Italianes d'ocupació. Còrsega es va convertir llavors en una base d'avions pels Aliats, fet que va facilitar l'alliberament d'Itàlia que havia començat uns mesos abans i que s'esperava que s'intensifiqués. Aquesta operació és el primer acte de l'alliberament de França, i posa fi així a un any d'ocupació de l'illa per les forces de l'Eix.